# Tabon lesní

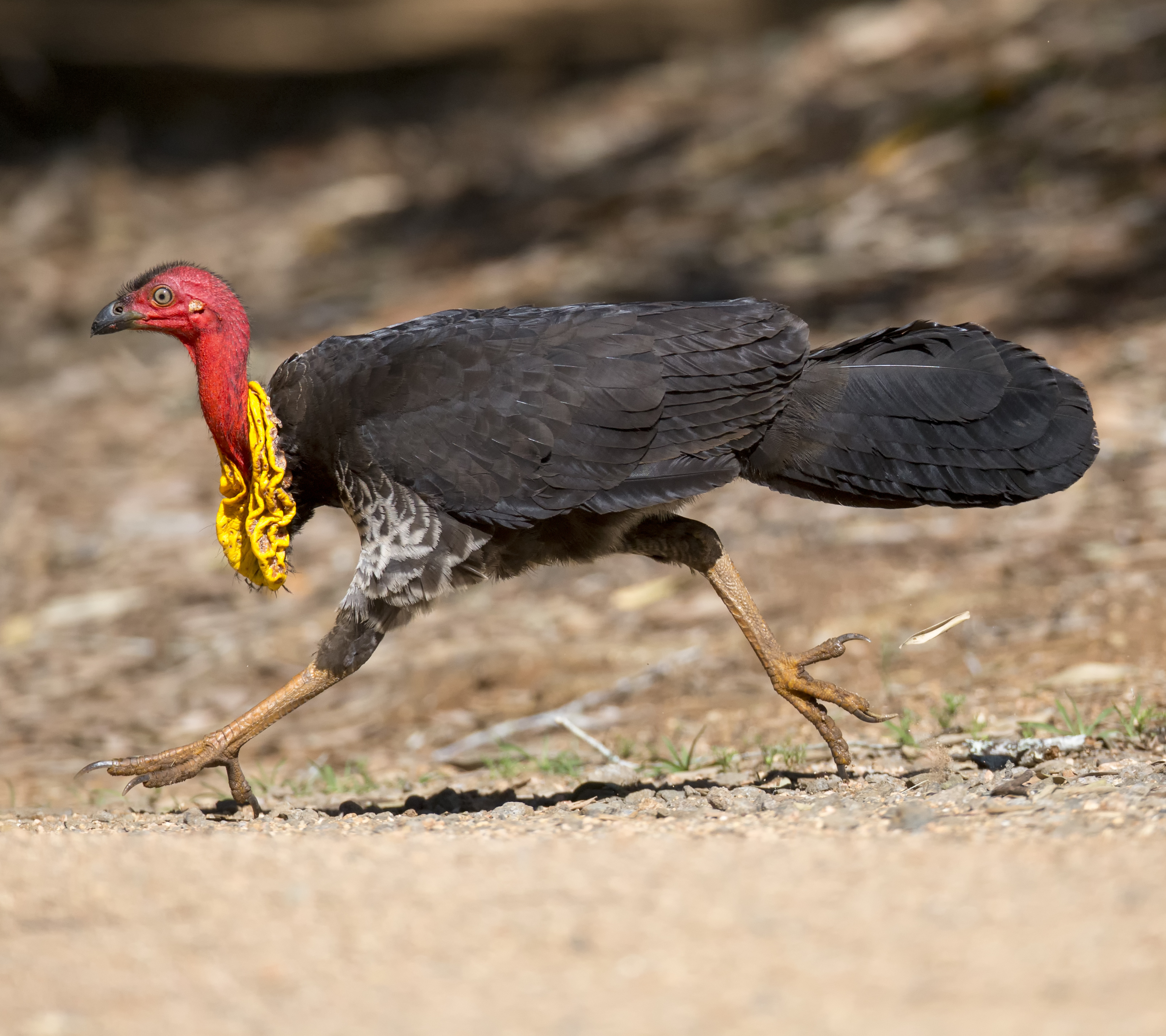
Tabon lesní, samec

Tabon lesní (Alectura lathami) je hojně se vyskytující druh ptáka z čeledi tabonovitých (Megapodiidae), jenž žije ve východní Austrálii (od oblasti Far North Queensland až po region Illawarra v Novém Jižním Walesu). Můžeme jej nalézt také na Klokaním ostrově, ležícím na jih od Austrálie. Tabon lesní je největší dosud existující představitel čeledi Megapodiidae a jeden ze tří druhů obývajících Austrálii.

## Charakteristika
Jedná se o velkého ptáka s černým opeřením, červenou hlavou a žlutým (u poddruhu A. l. pupureicollis fialovým) lalokem. Celková délka těla je 60–75 cm a rozpětí křídel okolo 85 cm. Tabon lesní je také charakteristický svým výrazným vějířovitým, zploštělým ocasem.
Lalok samce se během období rozmnožování zvětšuje a při běhu pohupuje ze strany na stranu. V průběhu období rozmnožování a hnízdění jsou jak lalok, tak hlava jasnější a zářivější. Spodní část těla je kropenatá díky bílému peří, které se stává výraznějším u starších jedinců. Tabon je neohrabaný letec a není schopen uletět dlouhé vzdálenosti. K létání se uchyluje, pouze hrouzí-li mu nebezpečí od predátorů nebo chce-li se skrýt na stromy během noci či veder přes den.
Taboni stavějí velká pozemní hnízda, jež připomínají hromadu a jsou vytvořena z listů a zeminy. Mohou být 1 až 1,5 metrů vysoká a až 4 metry široká. Vytváří je dominantní samec, kterého poté navštíví několik samiček za účelem páření a kladení vajec. Samec pracuje neúnavně, sbírá materiál z okolí a také odhání ostatní samce, kteří by s radostí získali jeho pozici. Toto úsilí ovšem postupně vede k vyčerpání a dominantní samec je poražen novým králem.
Vajíčka tabonů jsou velká (rozměry 90x45 mm) a mláďata jsou po vylíhnutí plně vyvinuta – mohou létat, jakmile jim po pár hodinách uschne peří. Inkubační teplota, ve které jsou vejce udržována, se pohybuje v rozmezí 33 až 35 °C. Za účelem jejího zkontrolování strčí tabon do hnízda svůj citlivý zobák. Inkubační teplota totiž ovlivňuje poměr narozených samců vůči samicím. Zatímco tento poměr je jedna ku jedné při teplotě 34 °C, více samců se líhne při nižší teplotě, při vyšší zase více samic. Je nejasné, zda rodiče používají rozdíly teplot za účelem manipulace pohlaví u svých potomků, kupříkladu při výběru hnízdiště. Tabon často hnízdí na stejném místě jako v minulých letech. Obvyklá snůška vajec čítá mezi 16 až 24 velkými bílými vejci, která jsou kladena od září do března. Někdy je možné najít až 50 vajíček, pocházejících od více samic, v jediném hnízdě. Vylíhlá mláďata se musí vyhrabat z hnízda a postarat se o sebe sama.
Vajíčka tabonů jsou oblíbenou potravou varanů, hadů, ale i dingů a psů a tvořila také významnou část stravy Aboridžinců. U varanů můžeme často pozorovat rány na ocase způsobeny zobákem tabona, který jej zuřivě odháněl od svého hnízda.
V situacích, kdy přijdou do styku s lidmi, nevykazují taboni téměř žádné náznaky strachu, a dokonce se často pokouší drze ukrást jídlo. Jsou schopni též zahnízdit v zahradách na předměstích, a když hledají materiál pro stavbu svého hnízda, často jej přinesou ve velkém množství ze sousedních zahrad.

## Výskyt
Tabon lesní obývá především deštné pralesy, můžeme jej ale nalézt i v sušších oblastech či na otevřených prostranstvích. V severní části místa výskytu je běžně pozorován ve vyšších nadmořských výškách, v zimních měsících se stěhuje do nižších poloh. Na jihu se vyskytuje jak v horách, tak v nížinách.  
Dnes žije tabon běžně v městských oblastech, například na dvorcích v Brisbane nebo Sydney.

## Populace
V současné době je výskyt tabonů běžný, ale ve 30. letech minulého století byli téměř na pokraji vymření.

## Potrava
Taboni se živí hmyzem, semeny nebo spadeným ovocem, které objeví při prohrabování listí nebo rozbíjení shnilých větví za pomoci velkých nohou. Přestože většinu jídla získavají na zemi, jsou občas pozorováni při trhání ovoce přímo ze stromů.

## Chov v zoo
Tabon lesní nepatřil a nepatří k častým chovancům evropských zoologických zahrad. V červenci 2019 byl chován jen v 11 evropských zoo a ptačích parcích. Mezi nimi jsou také dvě české zoo:
- Zoo Plzeň
- Zoo Praha

Historicky v žádné další české ani slovenské zoo tento druh nebyl chován.

### Chov v Zoo Praha
Tabon lesní byl chován v Zoo Praha v průběhu historie několikrát. Bylo to konkrétně v letech 1964 až 1982 (příchod ze Zoo Frankfurt) a 1983 až 2002 (příchod ze Zoo Rotterdam). Současný chov započal v roce 2014 příjezdem samce, původem z Burger's Zoo v nizozemském Arnhemu. Ke konci roku 2018 byli chováni dva samci.
Návštěvníci mohou tabona lesního pozorovat na dvou místech areálu. V červenci 2019 i 2020 byl k vidění v Australské voliéře v dolní části zoo mezi Dětskou zoo a restaurací Gaston. Stejnou voliéru dále obývají: korela chocholatá a papoušek zpěvavý, a v červenci 2019 též traváček Bourkův (neoféma Bourkova).
Jde zároveň o jeden z druhů expozičního celku Darwinův kráter, který prezentuje faunu a floru Austrálie, zejména Tasmánie. Tato expozice umístěná v dolní části zoo byla dokončena v roce 2020.